# Idaea nitidata
Idaea nitidata là một loài bướm đêm trong họ Geometridae.